# Смит, Кент
Кент Смит (англ. Kent Smith), полное имя Фрэнк Кент Смит (англ. Frank Kent Smith; 19 марта 1907, Нью-Йорк, Нью-Йорк — 23 апреля 1985, Вудленд-Хиллз, Калифорния) — американский актёр, карьера которого в театре, кино и на телевидении охватила четыре десятилетия с 1930-х до 1970-х годов.
Смит дебютировал на Бродвейской сцене в 1932 году, сыграв за свою 35-летнюю театральную карьеру в 26 спектаклях, среди которых «Додсворт», «Святая Иоанна», «Кандида», «Антоний и Клеопатра», «Король Ричард II» и «Дикая утка». С 1936 по 1977 год Смит работал в кино, сыграв почти в 50 фильмах, наиболее значимые среди которых — «Люди-кошки» (1942), «Эта земля моя» (1943), «Винтовая лестница» (1946), «Нора Прентисс» (1947), «Источник» (1949) и «Девушка с вечеринки» (1958). На телевидении Смит более всего известен постоянными ролями в популярных телесериалах «Пейтон-Плейс» (1964—1966) и «Захватчики» (1967—1968).

## Ранние годы жизни
Фрэнк Кент Смит родился 19 марта 1907 года в Нью-Йорке в семье управляющего гостиницей. После окончания Гарвардского университета Смит начал работать в студенческом театре University Players в Кейп-Коде, Массачусетс, где играли, в частности, Генри Фонда и Джеймс Стюарт.

## Театральная карьера в 1930—1960-е годы
В 1932 году Смит дебютировал на Бродвее в спектакле «Мужчины должны драться» (1932), после чего постоянно играл на протяжении 1930-х годов, сыграв до 1941 года в 15 спектаклях. Среди его наиболее значимых работ этого периода — спектакли «Додсворт» (два сезона — 1934, 1935) по роману Синклера Льюиса, «Святая Иоанна» (1936) по пьесе Бернарда Шоу, «Бескрылая победа» (1937) по пьесе Максвелла Андерсона и «Кандида» (1937) по Бернарду Шоу.
С началом кинокарьеры в 1941 году Смит перебрался в Голливуд, прервав выступления в театре. Лишь в 1947 году он снова вышел на бродвейскую сцену в спектакле «История Мэри Сёрратт» (1947), после чего сыграл Агенобарба в трагедии Шекспира «Антоний и Клеопатра» (1948). На протяжении 1950-х годов Смит появился в девяти бродвейских спектаклях, среди них «Король Ричард II» (1951) Уильяма Шекспира, «Осенний сад» (1951) Лилиан Хеллман, «Дикая утка» (1952) Хенрика Ибсена, «Тётушка Чарлея» (1954) и повторно «Святая Иоанна» (1957).
В 1954 году на Шекспировском театральном фестивале в канадском Стратфорде Смит сыграл роль Анджело в «Мера за меру», а затем в Лос-Анджелесе — в спектакле «Что знает каждая женщина» вместе с Хелен Хейз. Одним из последних и самых памятных появлений Смита на сцене была роль в театре Пасадины в спектакле «О, пустыня!» в 1967 году, где он играл вместе с женой, актрисой Эдит Этуотер.

## Карьера в кино в 1936—1972 годы
Смит дебютировал в кино в 1936 году в незапоминающейся роли в детективе «Дело об убийстве в саду».

После съёмок Смит вернулся в Нью-Йорк для продолжения театральной карьеры, и лишь в 1941 году он подписал контракт со студией RKO, однако в течение девяти месяцев не получил ни одной роли. Наконец, продюсер Вэл Льютон выбрал Смита на главную мужскую роль в психологическом хорроре «Люди-кошки» (1942). Как отмечено на сайте AllMovie, «продюсер отлично использовал бесцветную игру Смита в роли красивого и порядочного, но не понимающего происходящего инженера-кораблестроителя Оливера Рида, чтобы оттенить противоречивый и загадочный характер его жены, харизматичной и опасной полуженщины-полукошки в исполнении Симоны Симон». Фильм имел большой успех в прокате, что привлекло внимание и к Смиту, благодаря чему он стал получать новые роли. 
В 1944 году в более слабом квази-сиквеле «Людей-кошек», фэнтези-мелодраме «Проклятие людей-кошек» Смит сыграл овдовевшего Оливера Рида, «лишённого фантазии, доброго отца своей обладающей сверхвоображением шестилетней дочери».
В 1943 году Смит появился сразу в нескольких фильмах на военную тематику. В пропагандистском триллере Эдварда Дмитрика «Дети Гитлера» (1943) он исполнил важную роль профессора американской школы в Берлине, который пытается спасти от нацистов своих бывших учеников. В военной драме Жана Ренуара «Эта земля моя» (1943) Смит сыграл небольшую роль борца Сопротивления и брата главной героини (Морин О’Хара), которого казнят нацисты. В пропагандистской военной мелодраме Фёдора Оцепа «Три русские девушки» (1943) Смит был американским лётчиком-испытателем, который как волонтёр прибыл в Россию, был ранен в бою и попал в госпиталь, где влюбился в русскую девушку (Анна Стэн).
После окончания Второй мировой войны Смит сыграл в нескольких значимых фильмах нуар. В нуаровом хоррор-триллере Роберта Сиодмака «Винтовая лестница» (1946), действие которого происходит в небольшом городке в Новой Англии начала XX века, Смит сыграл заботливого врача, который пытается излечить от немоты молодую девушку (Дороти Макгуайр). Положительно оценив картину в целом, кинообозреватель «Нью-Йорк Таймс» Босли Кроутер отметил хорошую актёрскую игру, в том числе и Смита, который «хорош в своей роли».
Одной из наиболее значимых киноработ в карьере Смита стала роль в нуаровой мелодраме Винсента Шермана «Нора Прентисс» (1947). Добродетельный и авторитетный хирург из Сан-Франциско, доктор Тэлбот в исполнении Смита влюбляется в певицу из ночного клуба Нору Прентисс (Энн Шеридан). Не в силах решиться на разговор с женой о разводе, Тэлбот бросает семью и, выдав тело своего умершего пациента за своё собственное, он таким образом имитирует свою смерть, а сам вслед за Норой переезжает в Нью-Йорк, где живёт под чужим именем. Узнав, что в Сан-Франциско заведено дело о его убийстве, Тэлбот в страхе разоблачения, постепенно впадает во всё более параноидальное состояние, боится устроиться на работу и посещать общественные места, и несмотря на поддержку Норы, постепенно спивается. Однако, в итоге власти его находят и по иронии судьбы приговаривают к смертной казни за убийство самого себя. Хотя фильм имел большой успех у публики, тем не менее, критики отреагировали на него неоднозначно, как и на игру Смита. Так, обозреватель журнала Variety выразил мнение, что «Смит хорош в драматическом плане в роли, которая сама по себе не убедительна», а Босли Кроутер в «Нью-Йорк Таймс» назвал Смита «ходячей версией влюблённого по уши телеграфного столба». Современный критик Дэвид Хоган отметил, что Смит умело «доносит внутреннее смятение подавленного человека. Хотя Тэлбот не силён, и не особенно симпатичен, он смотрится очень убедительно в роли сексуально неопытного, запутавшегося человека» . А Крейг Батлер заключил, что «на экране явно доминирует Шеридан, демонстрируя ту мощь, которой не хватает Смиту», далее отмечая что Смиту «просто не хватает плеч, чтобы вынести такой фильм. Он может сыграть хорошего парня, как Тэлбот, но не может по-настоящему убедительно копнуть вглубь его психики и предложить нам мучащегося, одержимого человека».
В романтической комедии «Волшебный город» (1947) Смит сыграл небольшую роль специалиста по изучению общественного мнения, результаты исследований которого полностью совпали с результатами на общенациональном уровне. Это даёт его коллеге и армейскому товарищу (Джеймс Стюарт) идею провести в городе более глубокие исследования, что даёт начало развитию событий в этом фильме. Более значимой работой стала драма Кинга Видора «Источник» (1949) по знаменитому роману Айн Рэнд об архитекторе-новаторе Говарде Роарке (Гэри Купер), который, преодолевая трудности, пробивает дорогу к реализации своего таланта. Смит в этом фильме был лишённым фантазии коллегой главного героя, который помолвлен с привлекательной прогрессивно мыслящей журналисткой Доминик Франкон (Патриция Нил). Влюбившись в Доминик, богатый предприниматель (Рэймонд Мэсси) с помощью выгодного заказа показывает ей, что карьерные соображения для Китинга важнее любимой женщины.
В фильме нуар Винсента Шермана «Проклятые не плачут» (1950) Смит был скромным грамотным бухгалтером Мартином Блэнкфордом, который влюбляется в главную героиню, предприимчивую и беспринципную красавицу (Джоан Кроуфорд), которая, используя его профессиональные навыки, поднимается по карьерной лестнице в одной из крупных мафиозных структур. В финале картины Мартин убивает мафиозного босса, спасая любимую женщину. В мелодраме Марка Робсона «Моё глупое сердце» (1950) по рассказу Джерома Дэвида Селинджера Смит исполнил роль добродетельного мужа главной героини, пьющей, недовольной своим браком женщины (Сьюзен Хэйворд), который в итоге уходит от неё к подруге жены, с которой у него когда-то был роман. В мелодраме «Пола» (1952) Смит сыграл университетского профессора и мужа главной героини (Лоретта Янг), которая, узнав о том, что не сможет иметь детей, в возбуждённом состоянии сбивает на дороге ребёнка, после чего начинает о нём заботиться, постепенно обретая смысл в жизни. Действие мелодрамы «Сайонара» (1957) происходит в Японии в период Корейской войны, где Смит играет роль генерала и отца невесты главного героя, военного лётчика-аса (Марлон Брандо), который в итоге влюбляется в японскую актрису и женится на ней.
В фильме нуар Николаса Рэя «Девушка с вечеринки» (1958) Смит исполнил важную роль принципиального прокурора штата, который ведёт непримиримую борьбу с мафией в Чикаго 1930-х годов. Сдержанно оценив картину в целом, кинообозреватель А. Х. Вейлер тем не менее отметил в «Нью-Йорк Таймс», что Смит наряду с другими актёрами «вполне справляется со своей ролью». В криминальной мелодраме «Грабитель» (1958) Смит сыграл свою последнюю главную роль полицейского психиатра, ведущего розыск таинственного серийного грабителя, который нападает на женщин, отбирая у них сумочки и разрезая левую щёку.
С 1960 года кинокарьера Смита пошла на спад. Он появился в мелодраме «Мы не знакомы, когда встречаемся» (1960) с Кирком Дугласом и Ким Новак, мелодраме «Сьюзен Слейд» (1961), психологическом триллере «Игры» (1967) с Джеймсом Кааном и Симоной Синьоре и вестерне «Смерть стрелка» (1969) с Ричардом Уидмарком. Его последним значимым фильмом была романтическая комедия Мартина Ритта «Пит и Тилли» (1972), после которой он появился на экране лишь однажды — в триллере «Билли Джэк едет в Вашингтон» (1977), который был слегка обновлённым ремейком классического фильма «Мистер Смит едет в Вашингтон» (1939).

## Карьера на телевидении: 1949—1977 годы
С начала 1950-х годов Смит стал всё больше появляться на телевидении. В 1960-е годы Смит играл постоянную роль доктора Роберта Мортона в 53 эпизодах мыльной оперы «Пейтон-Плейс» (1964-66), а также периодическую роль промышленника, организующего борьбу с пришельцами, в 13 эпизодах фантастического телесериала «Захватчики» (1967-68). Смит также был гостевой звездой в разовых эпизодах таких популярных телесериалов, как «Сыромятная плеть» (1959-64), «Перри Мейсон» (1961-63), «Сансет-стрип, 77» (1962), «Час Альфреда Хичкока» (1962-65), «За гранью возможного» (1963-64), «Профили отваги» (1965), «Человек из А. Н.К. Л.» (1966), «Миссия невыполнима» (1967) и «Улицы Сан-Франциско» (1973).

## Актёрское амплуа и анализ творчества
Кент Смит был актёром широкого профиля, почти сорок лет постоянно работая в театре, кино и на телевидении. Как отмечает, Бёрт А. Фолкарт в «Лос-Анджелес Таймс», его можно увидеть в таких разнообразных работах, как «Король Ричард II» на Бродвее, «Источник» на большом экране и «Пейтон-Плейс» на телевидении. По мнению многих историков кино, Смит обладал великолепными внешними данными, богатым опытом театральной работы, положительным имиджем и обходительными манерами, что позволяло ему претендовать в кино на главные роли, однако, «несмотря на успешную карьеру, он так и не достиг звёздного статуса». Киновед Дэвид Хоган назвал Смита «опытным актёром широкого профиля, время от времени исполнявшим главные роли», а Крейг Батлер отметил, что он «был отличным актёром в небольших ролях, или в главных ролях, которые не требовали от него слишком многого». В фильмах 1940-50-х годов Смиту часто приходилось играть «друзей главных героев или неудачливых женихов», либо играть «главные роли, в которых ему не удавалось завоевать главную героиню». Ему часто доставались роли добропорядочных, но нерешительных мужей из профессиональной среды — врачей, бухгалтеров, инженеров и преподавателей.
Как отмечает «Нью-Йорк Таймс», более всего Смит известен своими работами в фильмах 1940-х годов — «Люди-кошки» (1942), «Винтовая лестница» (1946) и «Источник» (1949). Он также сыграл важные и значимые роли в картинах «Дети Гитлера» (1942), «Эта земля моя» (1943), «Нора Прентисс» (1947), «Волшебный город» (1947) и «Голос черепахи» (1948)". Его партнёршами были многие крупнейшие звёзды эпохи, среди них Этель Бэрримор в «Винтовой лестнице» и Сьюзен Хэйворд в «Моём глупом сердце», а также Джоан Кроуфорд, Лоретта Янг, Дороти Макгуайр, Джейн Уаймен, Энн Шеридан и Патриция Нил. С 1960-х годов Смит перешёл преимущественно на характерные роли, часто создавая образы седовласых чиновников, сенаторов и высокопоставленных военных.
По словам историка кино Гэри Брамбурга, Смит имел «всё для того, чтобы стать кинозвездой — он был красивым, мужественным, представительным, высококвалифицированным, и имел богатый театральный опыт. Но по какой-то причине все эти достоинства не сработали, и звёздного статуса он так и не достиг. Возможно, его внешний вид был недостаточно хорош, возможно, его затмевали слишком часто игравшие с ним звёздные актрисы, возможно, ему где-то не хватало харизмы или сексуальной привлекательности, чтобы зацепить зрителя, а возможно, ему помешал недостаток эгоизма или стремления стать звездой».

## Личная жизнь
Смит был женат дважды. Его первой женой с 1937 по 1954 год была актриса Бетти Джиллетт. В этом браке у Смита родилась дочь. В 1962 году Смит женился повторно на известной актрисе Бродвея, кино и телевидения Эдит Этуотер, с которой прожил в браке до своей смерти.

## Смерть
Кент Смит умер от сердечной недостаточности 23 апреля 1985 года в больнице кино и телевидения в Вудленд-Хиллз, Лос-Анджелес, в которой провёл последние два с половиной года. Ему было 78 лет.

## Фильмография

### Кинематограф
- 1936 — Дело об убийстве в саду / The Garden Murder Case — Вуди Свифт
- 1939 — Задняя дверь на небеса / Back Door to Heaven — адвокат
- 1942 — Люди-кошки / Cat People — Оливер Рид
- 1943 — Дети Гитлера / Hitler’s Children — профессор Николс
- 1943 — Вечность и один день / Forever and a Day — Гейтс Тримбл Помфрет
- 1943 — Эта земля моя / This Land Is Mine — Пол Мартин
- 1943 — Три русские девушки / Three Russian Girls — Джон Хилл
- 1944 — Проклятие людей-кошек / The Curse of the Cat People — Оливер «Олли» Рид
- 1944 — Распоясавшаяся молодёжь / Youth Runs Wild — Дэнни Коутс
- 1944 — Сопротивление вражескому допросу / Resisting Enemy Interrogation — капитан Рейнинг, американский рабочий, трудящийся на нацистов (учебный, пропагандистский, в титрах не указан)
- 1945 — Винтовая лестница / The Spiral Staircase — доктор Пэрри
- 1947 — Нора Прентисс / Nora Prentiss — доктор Ричард Тэлбот, он же Роберт Томпсон
- 1947 — Волшебный город / Magic Town — Хупедеккер
- 1947 — Голос черепахи / The Voice of the Turtle — Кеннет Бартлетт
- 1949 — Источник / The Fountainhead — Питер Китинг
- 1949 — Моё глупое сердце / My Foolish Heart — Льюис Х. Венглер
- 1950 — Проклятые не плачут / The Damned Don’t Cry — Мартин Блэнкфорд
- 1950 — По эту сторону закона / This Side of the Law — Дэвид Камминс
- 1952 — Пола / Paula — Джон Роджерс
- 1956 — Команчи / Comanche — Куана Паркер
- 1957 — Сайонара / Sayonara — генерал Уэбстер
- 1958 — Имитация генерала / Imitation General — бригадный генерал Чарльз Лэйн
- 1958 — Высшая справедливость / The Badlanders — Сирил Лаунсберри
- 1958 — Девушка с вечеринки / Party Girl — Джеффри Стюарт
- 1958 — Грабитель / The Mugger — доктор Питер Грэм
- 1959 — Это моя земля / This Earth Is Mine — Фрэнсис Фэйрон
- 1960 — Мы встретились незнакомцами / Strangers When We Meet — Стэнли Бакстер
- 1961 — Сьюзен Слэйд / Susan Slade — доктор Фэйн
- 1962 — Лунный пилот / Moon Pilot — министр военно-воздушных сил США
- 1963 — Балкон / The Balcony — генерал
- 1964 — Далёкий звук трубы / A Distant Trumpet — военный министр
- 1964 — Молодой Хоук / Youngblood Hawke — Пол Уинтер-старший
- 1964 — Молодые любовники / The Young Lovers — доктор Шумейкер
- 1966 — Неприятности с ангелами / The Trouble with Angels — дядя Джордж
- 1967 — Договор со смертью / A Covenant with Death — Пармали
- 1967 — Игры / Games — Гарри Гордон
- 1967 — Денежные джунгли / The Money Jungle — Пол Киммел
- 1968 — Задание на убийство / Assignment to Kill — мистер Эверсли
- 1968 — Берег Кона / Kona Coast — Акамаи
- 1969 — Смерть стрелка / Death of a Gunfighter — Эндрю Оксли
- 1970 — Игры / The Games — Кэверли
- 1972 — Пит и Тилли / Pete 'n' Tillie — отец Китинг
- 1972 — Умри сестра, умри / Die Sister, Die! — доктор Торн
- 1973 — Потерянный горизонт / Lost Horizon — Билл Фергюсон
- 1977 — Билли Джек едет в Вашингтон / Billy Jack Goes to Washington — сенатор Джо Фоули

### Телевидение
- 1949-51 — Телевизионный театр «Филко» / The Philco Television Playhouse (телесериал, 3 эпизода)
- 1950 — Театр шедевров / Masterpiece Playhouse (телесериал, 1 эпизод)
- 1950-51 — Отбой / Lights Out (телесериал, 2 эпизода)
- 1950-52 — Театр Пулитцеровской премии / Pulitzer Prize Playhouse (телесериал, 2 эпизода)
- 1950-52 — Первая студия / Studio One (телесериал, 3 эпизода)
- 1950-51 — Телевизионный оперный театр NBC / NBC Television Opera Theatre (телесериал, 1 эпизод)
- 1951 — Часы / The Clock (телесериал, 1 эпизод)
- 1951-57 — Роберт Монтгомери представляет / Robert Montgomery Presents (телесериал, 4 эпизода)
- 1951-57 — Театр «Армстронг» / Armstrong Circle Theatre (телесериал, 6 эпизодов)
- 1952-57 — Видеотеатр «Люкс» / Lux Video Theatre (телесериал, 3 эпизода)
- 1953 — Театр «Филипп Моррис» / The Philip Morris Theater (телесериал, 1 эпизод)
- 1953 — Сборник / Omnibus (телесериал, 1 эпизод)
- 1954 — Борец с жестокостью / Crusader Against Cruelty (телесериал, 1 эпизод)
- 1954 — Ричард II / King Richard II (телефильм)
- 1954 — Телевизионный театр «Моторола» / The Motorola Television Hour (телесериал, 1 эпизод)
- 1955 — Окна / Windows (телесериал, 1 эпизод)
- 1955 — Театр в первом ряду / Front Row Theater (телесериал, 1 эпизод)
- 1955 — Театр научной фантастики / Science Fiction Theater (телесериал, 1 эпизод)
- 1955 — Перекрёсток / Crossroads (телесериал, 1 эпизод)
- 1957 — Телевизионный театр «Крафт» / Kraft Television Theatre (телесериал, 1 эпизод)
- 1957-62 — Есть оружие — будут путешествия / Have Gun — Will Travel (телесериал, 3 эпизода)
- 1957-60 — Караван повозок / Wagon Train (телесериал, 2 эпизода)
- 1958 — Следователь / The Investigator (телесериал, 1 эпизод)
- 1958 — Команда М / M Squad (телесериал, 1 эпизод)
- 1958 — Утренний театр / Matinee Theatre (телесериал, 1 эпизод)
- 1958 — Театр «Дженерал Электрик» / General Electric Theater (телесериал, 2 эпизода)
- 1958 — Подозрение / Suspicion (телесериал, 2 эпизода)
- 1959 — Альфред Хичкок представляет / Alfred Hitchcock Presents (телесериал, 1 эпизод)
- 1959 — Миллионер / The Millionaire (телесериал, 1 эпизод)
- 1959 — Обнажённый город / Naked City (телесериал, 1 эпизод)
- 1959-64 — Сыромятная плеть / Rawhide (телесериал, 2 эпизода)
- 1960 — Дэн Рэйвен / Dan Raven (телесериал, 1 эпизод)
- 1960 — Майкл Шейн / Michael Shayne (телесериал, 1 эпизод)
- 1961 — Американцы / The Americans (телесериал, 1 эпизод)
- 1961 — Шоу Барбары Стэнвик / The Barbara Stanwyck Show (телесериал, 1 эпизод)
- 1961 — Акванавты / The Aquanauts (телесериал, 1 эпизод)
- 1961 — Ревущие 20-е / The Roaring 20’s (телесериал, 1 эпизод)
- 1961 — Судебный исполнитель / Lawman (телесериал, 1 эпизод)
- 1961 — Защитники / The Defenders (телесериал, 1 эпизод)
- 1961-63 — Перри Мейсон / Perry Mason (телесериал, 2 эпизода)
- 1961-62 — Приключения в раю / Adventures in Paradise (телесериал, 2 эпизода)
- 1962 — Бронко / Bronco (телесериал, 1 эпизод)
- 1962 — Шах и мат / Checkmate (телесериал, 1 эпизод)
- 1962 — Сансет-Стрип, 77 / 77 Sunset Strip (телесериал, 1 эпизод)
- 1962 — Сотня Кейна / Caine’s Hundred (телесериал, 1 эпизод)
- 1962-65 — Час Альфреда Хичкока / The Alfred Hitchcock Hour (телесериал, 3 эпизода)
- 1963 — Широкий край / Wide Country (телесериал, 1 эпизод)
- 1963 — Идти своим путём / Going My Way (телесериал, 1 эпизод)
- 1963 — Неприкасаемые / The Untouchables (телесериал, 1 эпизод)
- 1963 — Арест и судебное разбирательство / Arrest and Trial (телесериал, 1 эпизод)
- 1963-64 — Дымок из ствола / Gunsmoke (телесериал, 2 эпизода)
- 1963-64 — За гранью возможного / The Outer Limits (телесериал, 2 эпизода)
- 1963-64 — Великое приключение / The Great Adventure (телесериал, 4 эпизода)
- 1964 — Одиннадцатый час / The Eleventh Hour (телесериал, 1 эпизод)
- 1964-66 — Пейтон-Плейс / Peyton Place (телесериал, 53 эпизода)
- 1965 — Деревенщина из Беверли-Хиллз / The Beverly Hillbillies (телесериал, 1 эпизод)
- 1965 — Интуиция / Insight (телесериал, 2 эпизода)
- 1965 — Профили отваги / Profiles of Courage (телесериал, 2 эпизода)
- 1965 — Человек по имени Шенандоа / A Man Called Shenandoah (телесериал, 1 эпизод)
- 1966 — Человек из А. Н.К. Л. / The Man from U.N.C.L.E. (телесериал, 1 эпизод)
- 1966 — Я — шпион / I Spy (телесериал, 1 эпизод)
- 1967 — Дэниэл Бун / Daniel Boone (телесериал, 1 эпизод)
- 1967 — Преступный отряд / The Felony Squad (телесериал, 1 эпизод)
- 1967-72 — ФБР / The F.B.I. (телесериал, 4 эпизода)
- 1967 — Дикий дикий запад / The Wild Wild West (телесериал, 1 эпизод)
- 1967 — Миссия невыполнима / Mission: Impossible (телесериал, 1 эпизод)
- 1967-68 — Захватчики / The Invaders (телесериал, 13 эпизодов)
- 1970 — Губернатор и Джей Джей / The Governor & J.J. (телесериал, 2 эпизода)
- 1970 — Как ужасно, что это случилось с Аланом / How Awful About Allan (телефильм)
- 1971 — Последнее дитя / The Last Child (телефильм)
- 1972-73 — Ночная галерея / Night Gallery (телесериал, 2 эпизода)
- 1972 — Оуэн Маршалл, адвокат / Owen Marshall, Counselor at Law (телесериал, 1 эпизод)
- 1972 — Ночной охотник / The Night Stalker (телефильм)
- 1972 — Агент из ЗОНДа / Probe (телефильм)
- 1972 — Бюро Дельфи / The Delphi Bureau (телесериал, 1 эпизод)
- 1972 — Преступные сердца / The Crooked Hearts (телефильм)
- 1972 — Судья и Джейк Уайлер / The Judge and Jake Wyler (телефильм)
- 1972 — Сёстры Снуп / The Snoop Sisters (телесериал, 1 эпизод)
- 1972 — За лесами / Another Part of the Forest (телефильм)
- 1973 — Улицы Сан-Франциско / The Streets of San Francisco (телесериал, 1 эпизод)
- 1973 — О любви / The Affair (телефильм)
- 1973 — Кошка-чудовище / The Cat Creature (телефильм)
- 1974 — Барнаби Джонс / Barnaby Jones (телесериал, 1 эпизод)
- 1974 — Жалость или убийство / Murder or Mercy (телефильм)
- 1974 — Исчезновение рейса 412 / The Disappearance of Flight 412 (телефильм)
- 1976 — Гиббсвиль / Gibbsville (телесериал, 1 эпизод)
- 1976 — Бывший орёл / Once an Eagle (мини-сериал, части 1-4)
- 1977 — Чудо-женщина / Wonder Woman (мини-сериал)